# Amtsgericht Großbodungen

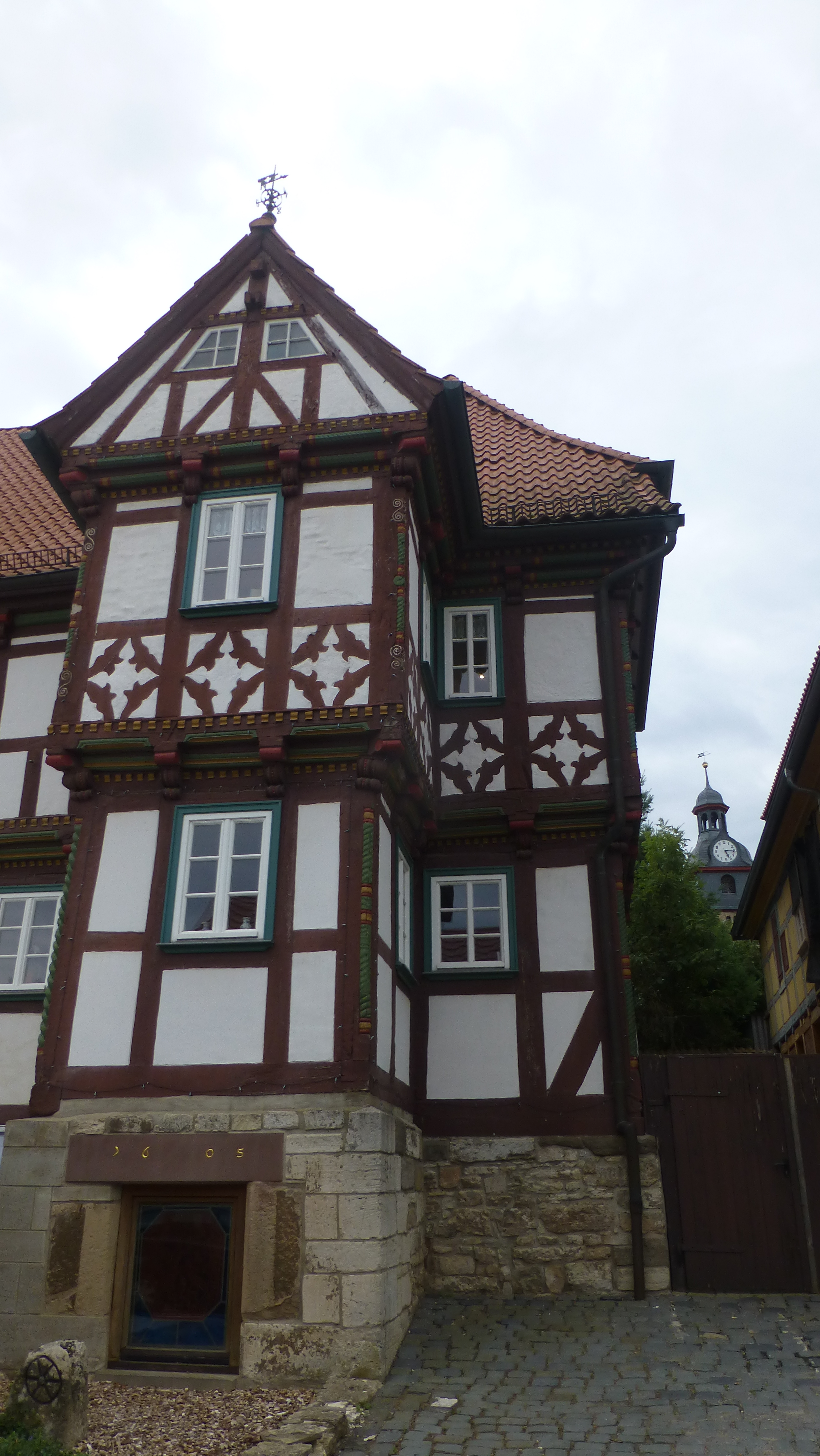
Amtshaus (ehem. Sitz des Gerichtes), 2019

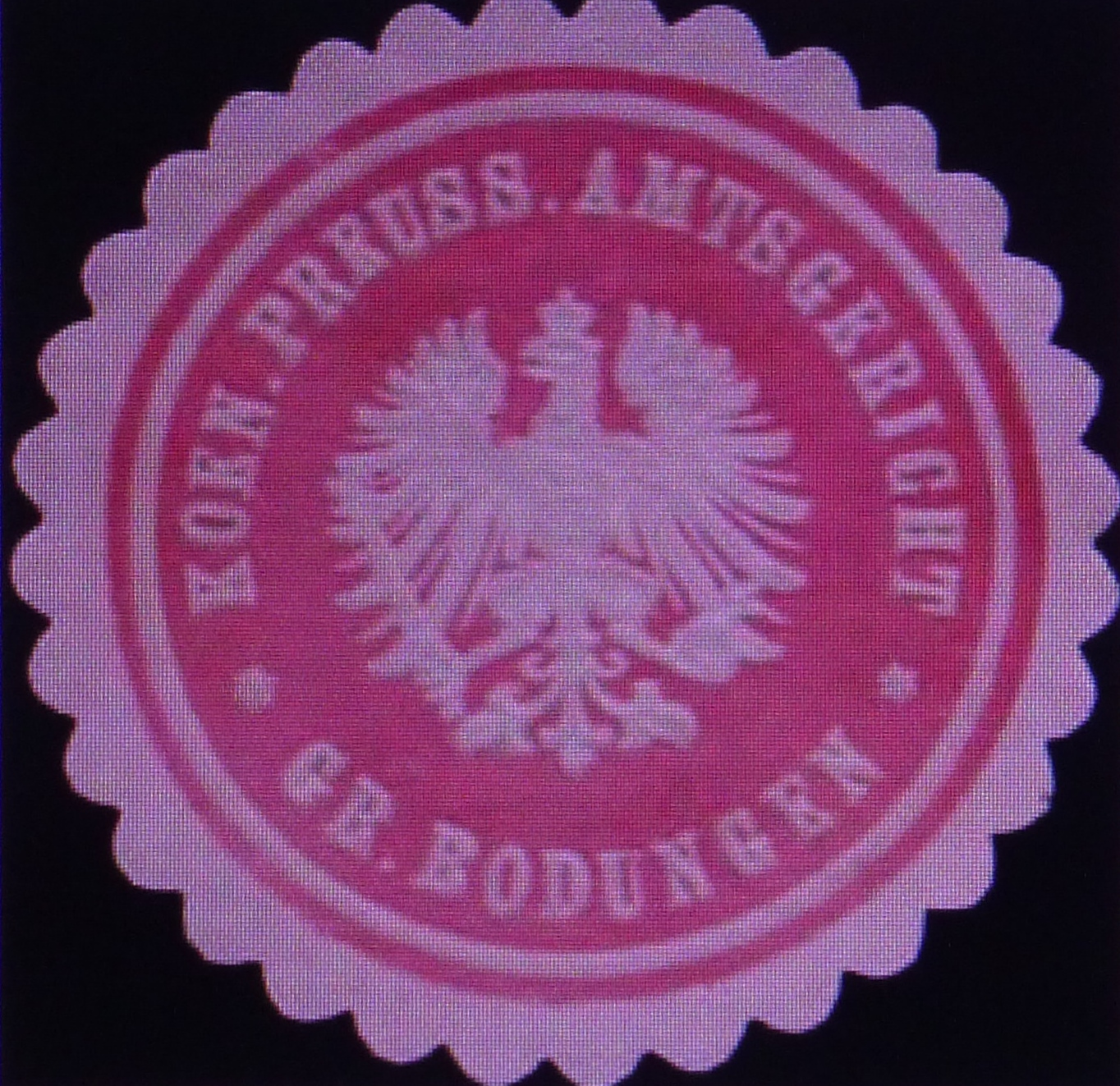
Siegelmarke des Gerichtes

Das Amtsgericht Großbodungen war ein Gericht der ordentlichen Gerichtsbarkeit in Großbodungen.

## Geschichte
Das Amt Großbodungen kam mit Vertrag vom 15. Juni 1816 durch Tausch mit dem Amt Ebeleben an Preußen. Die Domäne Großbodungen blieb im Besitz der Fürsten von Schwarzburg-Sondershausen und verfügte bis 1849 über die Patrimonialgerichtsbarkeit. Von 1849 bis 1879 bestand in Großbodungen die Gerichtskommission Großbodungen des Kreisgerichtes Worbis. Im Rahmen der Reichsjustizgesetze wurden reichsweit einheitlich Oberlandes-, Land- und Amtsgerichte gebildet. Das königlich preußische Amtsgericht Großbodungen wurde mit Wirkung zum 1. Oktober 1879 als eines von 14 Amtsgerichten im Bezirk des Landgerichtes Nordhausen im Bezirk des Oberlandesgerichtes Naumburg gebildet. Der Sitz des Gerichtes war die Landgemeinde Großbodungen. Sein Gerichtsbezirk umfasste aus dem Landkreis Worbis die Amtsbezirke Bockelnhagen, Groß-Bodungen und Haynrode sowie aus dem Amtsbezirk Gerode die Gemeindebezirke Lüderode und Weißenborn und die Gutsbezirke Domäne Gerode und Revierförsterei Gerode. Am Gericht bestanden 1880 zwei Richterstellen. Das Amtsgericht war damit ein mittelgroßes Amtsgericht im Landgerichtsbezirk.
In Folge der Weltwirtschaftskrise wurden 60 Amtsgerichte auf Grund von Sparverordnungen aufgehoben. Mit der Verordnung über die Aufhebung von Amtsgerichten vom 30. Juli 1932 wurden das Amtsgericht Großbodungen zum 30. September 1932 aufgehoben und sein Sprengel zwischen dem Amtsgericht Bleicherode (Bockelnhagen, Epschenrode, Großbodungen, Hauröden, Kraja, Neustadt, Silkerode, Wallrode und Zwingen) und dem Amtsgericht Worbis (Bischofferode, Haynrode, Jützenbach und Weißenborn-Lüderode) aufgeteilt.

## Sitz des Gerichtes
Das Gericht hatte seinen Sitz im Ratskeller des Amtshauses.